# BSパワー調査
BSパワー調査（ビーエスパワーちょうさ）とは日本のBS放送局が共同で定期的に行っている、BS放送の接触（視聴）動向に関するアンケート調査である。

## 概要
2010年時点では、民放テレビ局の視聴率測定を日本で唯一行っているビデオリサーチでは地上波の地上独立テレビ局・BS放送・CS放送等のテレビ局については全て一括で「その他の局」扱いとして合算した視聴率のみを公表しており、BS放送単独の視聴率は測定していなかった。
これに対し民放キー局系のBSデジタル放送5社（BS日テレ・BS朝日・BS-i〔現・BS-TBS〕・BSジャパン〔現・BSテレ東〕・BSフジ）が共同で2005年6月より開始したのが本調査である。調査の実施はビデオリサーチに委託する形で行われている。2011年10月よりBS11も調査に加わり、参加している放送会社は6社6チャンネルとなった。
2015年4月からの機械式調査への移行（後述）に伴い、新たにNHK BS1・NHK BSプレミアム・TwellV・Dlifeの3社局4チャンネルが加わり、9社局10チャンネルが参加する。
なおNHKではこれとは別に日記式（視聴した番組を日記形式で記入してもらう方式）による独自の視聴率調査を実施する中で、BS放送の視聴率についても測定を行っている。
2021年4月から、BSのほかCS放送とともに「テレビ接触率 全国ペイテレビ調査」に移行した。これはBS放送の他、衛星テレビ広告協議会(CAB-J)加盟63チャンネルの接触率を32地区10,700世帯の調査世帯をもとに計測するものである。

## 調査方法
調査開始当初は全国のB-CAS登録世帯から無作為に抽出した世帯に対するアンケート調査により、BSデジタル放送5社のチャンネルへの接触率（週に1度でも調査対象のチャンネルを見た率）をまとめる形で調査を実施していた。
2011年3月末でB-CASのユーザー登録制度が廃止され登録済みの個人情報も全て消去された事から（詳しくはB-CAS#ユーザー登録の廃止を参照）、以後はいわゆるRDD法により無作為に抽出した世帯に対し調査票を送付している。ただし東日本大震災の影響から、岩手県・宮城県・福島県の3県に対する調査は2011年10月現在見合わせられている。
2014年現在は全国約1000世帯を対象とし、1ヶ月ごとに特定の1週間の間に視聴した番組を調査票に記入する形で調査が実施されている。
BSデジタル放送の普及率の伸びに伴い、2015年4月から地上波同様の機械式調査に移行し、調査期間は毎月第1月曜日から2週間となる。

## 公表内容
基本的には以下の4区分に対する、週平均の接触率を公表している。
- ゴールデンタイム
- プライムタイム
- 全日
- BSプライム（毎日19時 - 翌0時）

地上波の視聴率と比べると、いわゆる「ノンプライム」がない代わりに「BSプライム」が設定されているのが特徴。
ただし調査対象の各チャンネル・番組毎の接触率は原則として一般には公表されないほか、放送大学および有料放送であるWOWOW・スターチャンネル、スカパー!のBSチャンネルは調査対象外となっている。